# Chevrolet Lumina (Bliski Wschód)
Chevrolet Lumina – samochód osobowy klasy wyższej produkowany pod amerykańską marką Chevrolet w latach 1998–2011.

## Pierwsza generacja

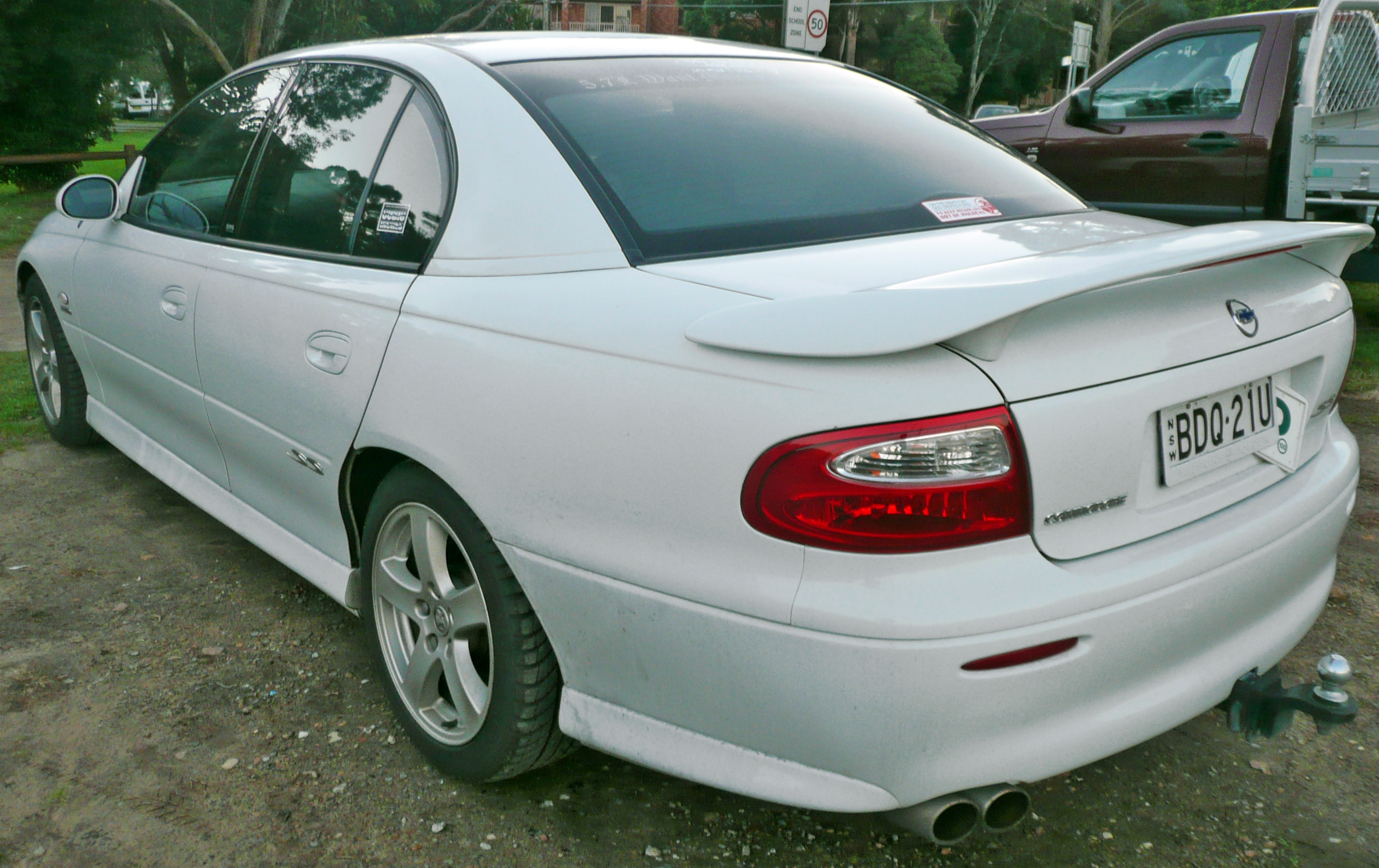
Chevrolet Lumina I – tył

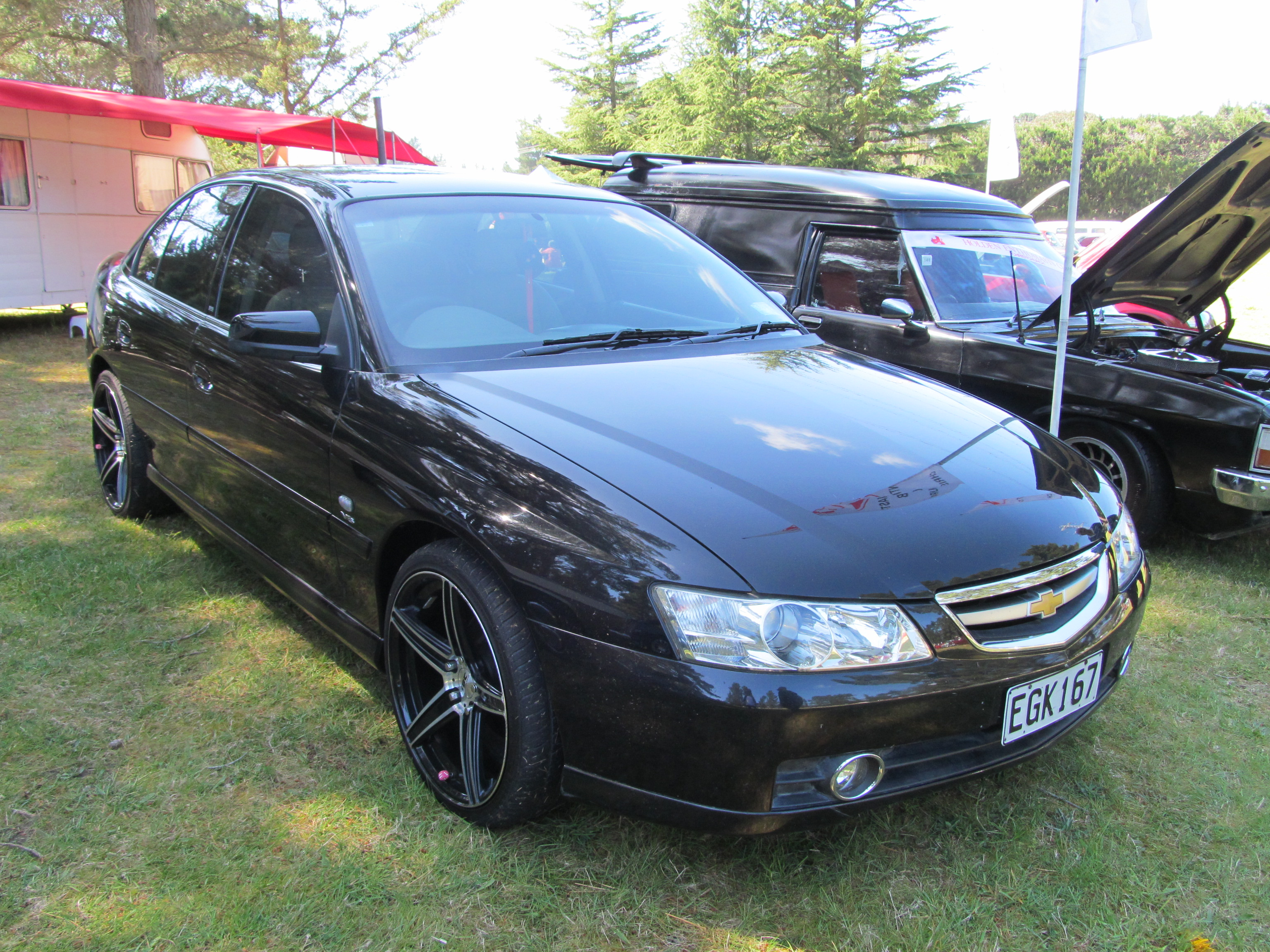
Chevrolet Lumina I po drugim liftingu

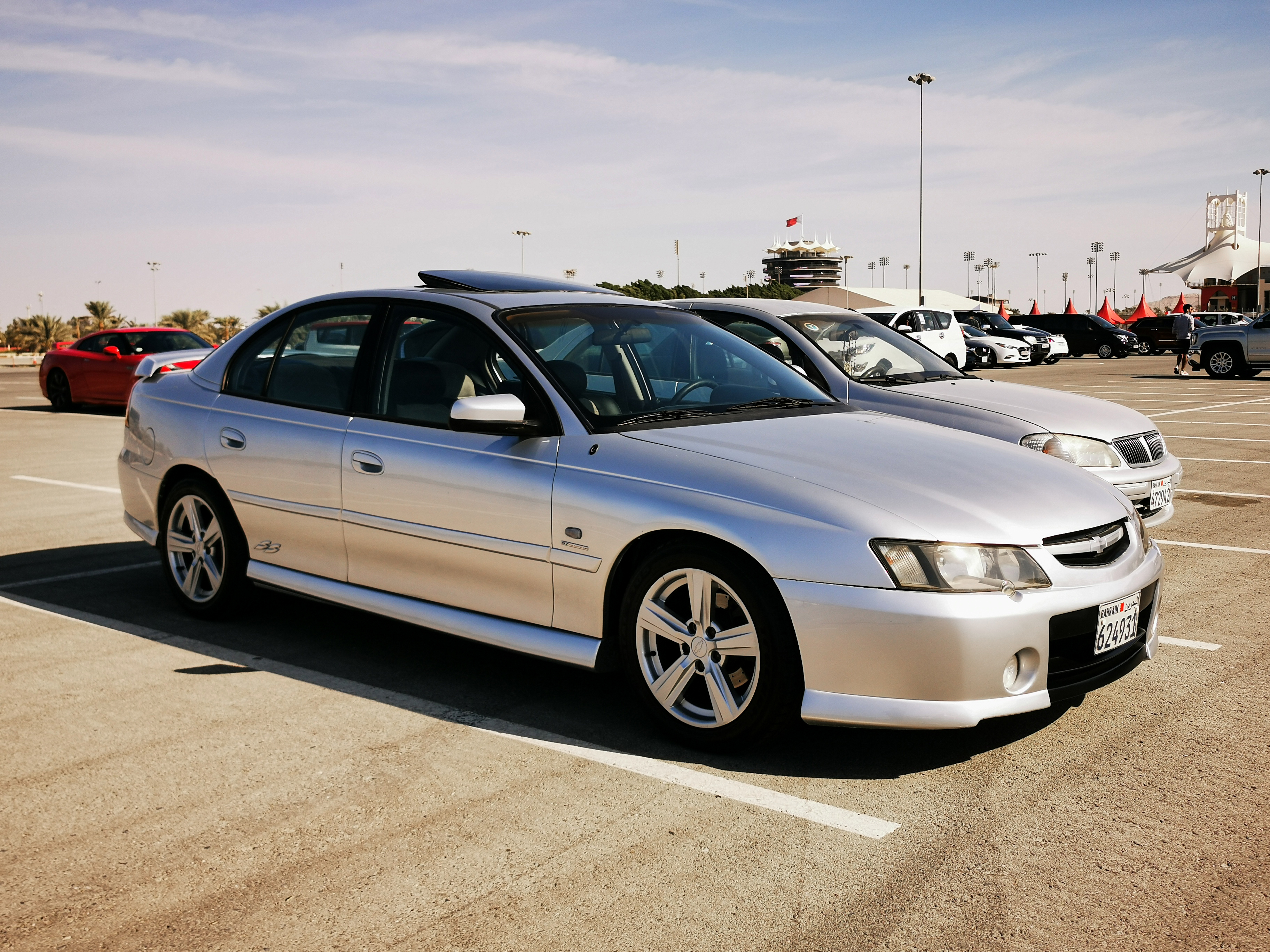
Chevrolet Lumina I SS po drugim liftingu

Chevrolet Lumina I został zaprezentowany po raz pierwszy w 1998 roku.
Niezależnie od produkowanego w międzyczasie na rynku północnoamerykańskim modelu Chevrolet Lumina, General Motors zdecydowało się z końcem lat 90. XX wieku rozpocząć eksport produkowanego w Australii Holdena Commodore na rynek Bliskiego Wschodu i RPA pod marką Chevrolet.
W porównaniu do produkowanego równolegle Holdena z kierownicą po prawej stronie, Lumina poza dostosowaniem do potrzeb ruchu prawostronnego odróżniała się jedynie innymi oznaczeniami producenta, nosząc typowy dotąd dla modeli Chevroleta w krajach latynoamerykańskich logotyp otoczony okręgiem.

### Lumina Ute
Wyłącznie dla rynku południowoafrykańskiego, Chevrolet importował z zakładów Holdena także model Ute pod nazwą Chevrolet Lumina Ute, oferując go jako dodatkowy wariant nadwoziowy.

### Restylizacje
Podobnie do Holdena Commodore i brazylijskiego Chevroleta Omegi, także i Lumina przeszła dwie restylizacje nadwozia. Pierwsza, mniejsza, przypadła na 2001 rok, przynosząc zmiany w wyglądzie zderzaków, atrapy chłodnicy i tylnych lamp, z kolei druga, znacznie rozleglejsza z 2003 roku, wiązała się z nowym wyglądem pasa przedniego, innym tyłem z trójkątnymi lampami, a także nowym projektem deski rozdzielczej. Pierwszy raz Lumina zyskała też wyróżniający element dla modeli Chevroleta – chromowaną poprzeczkę na atrapie chłodnicy.

### Silniki
- V6 3.6l AlloyTec
- V8 3.8l EcoTec

### Lumina Coupe

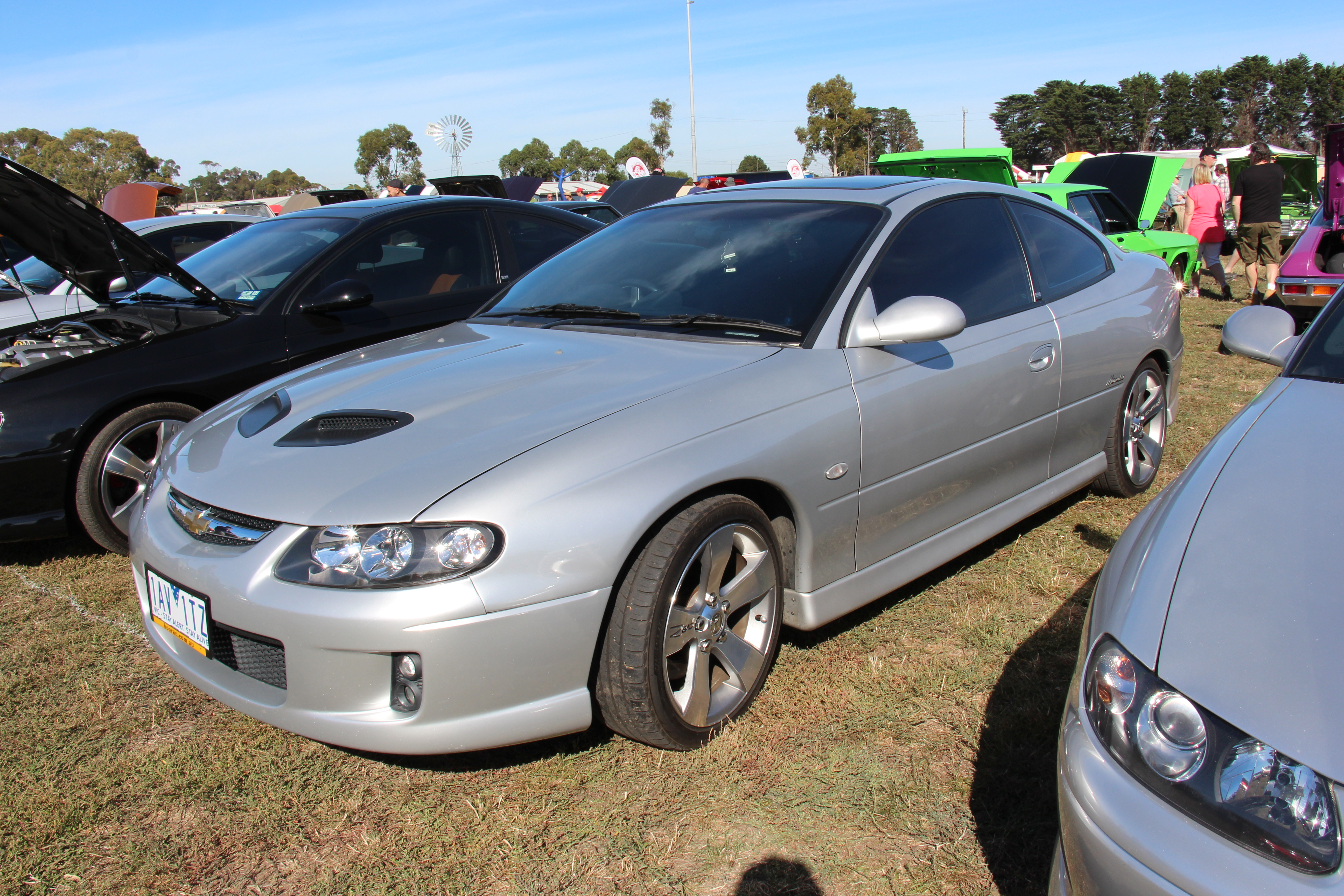
Chevrolet Lumina Coupe

Chevrolet Lumina Coupe został zaprezentowany po raz pierwszy w 2004 roku.
6 lat po rynkowej premierze Luminy, Chevrolet zdecydował się poszerzyć ofertę modelu także o wariant coupe oparty na innym modelu Holdena – Monaro. Samochód charakteryzował się 2-drzwiową, zaokrągloną sylwetką, a także tylnym napędem połączonym z ośmiocylindrowymi silnikami.
Samochód eksportowano z Australii wyłącznie na rynki Bliskiego Wschodu, a pod kątem wizualnym Lumina Coupe wyróżniała się jedynie innymi oznaczeniami producenta oraz charakterystyczną dla modelu Chevroleta chromowaną poprzeczką na atrapie chłodnicy z logo producenta.

### Silniki
- V8 5.7l
- V8 6.0l

## Druga generacja

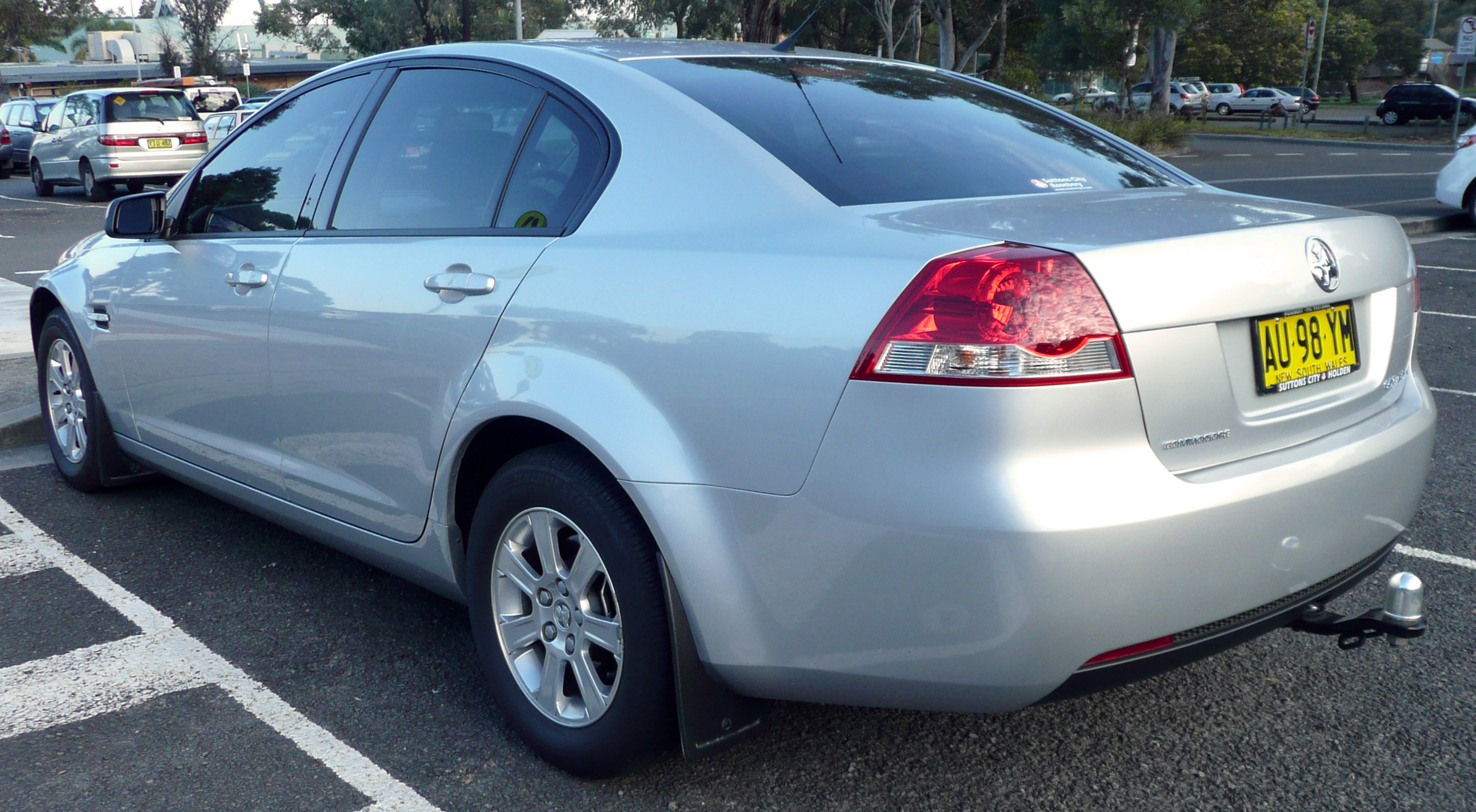
Chevrolet Lumina II – tył

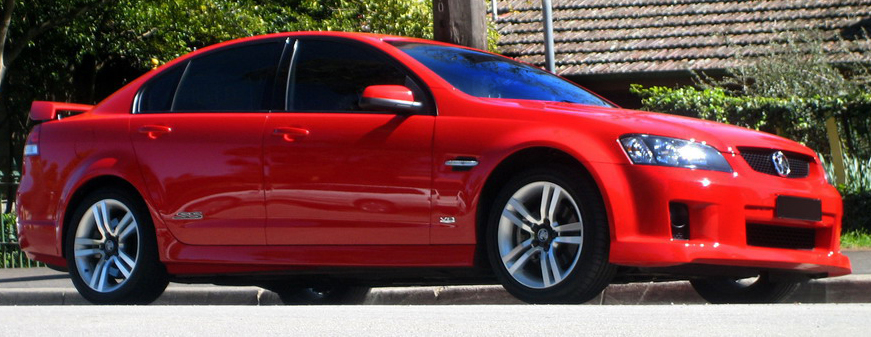
Chevrolet Lumina II SS – tył

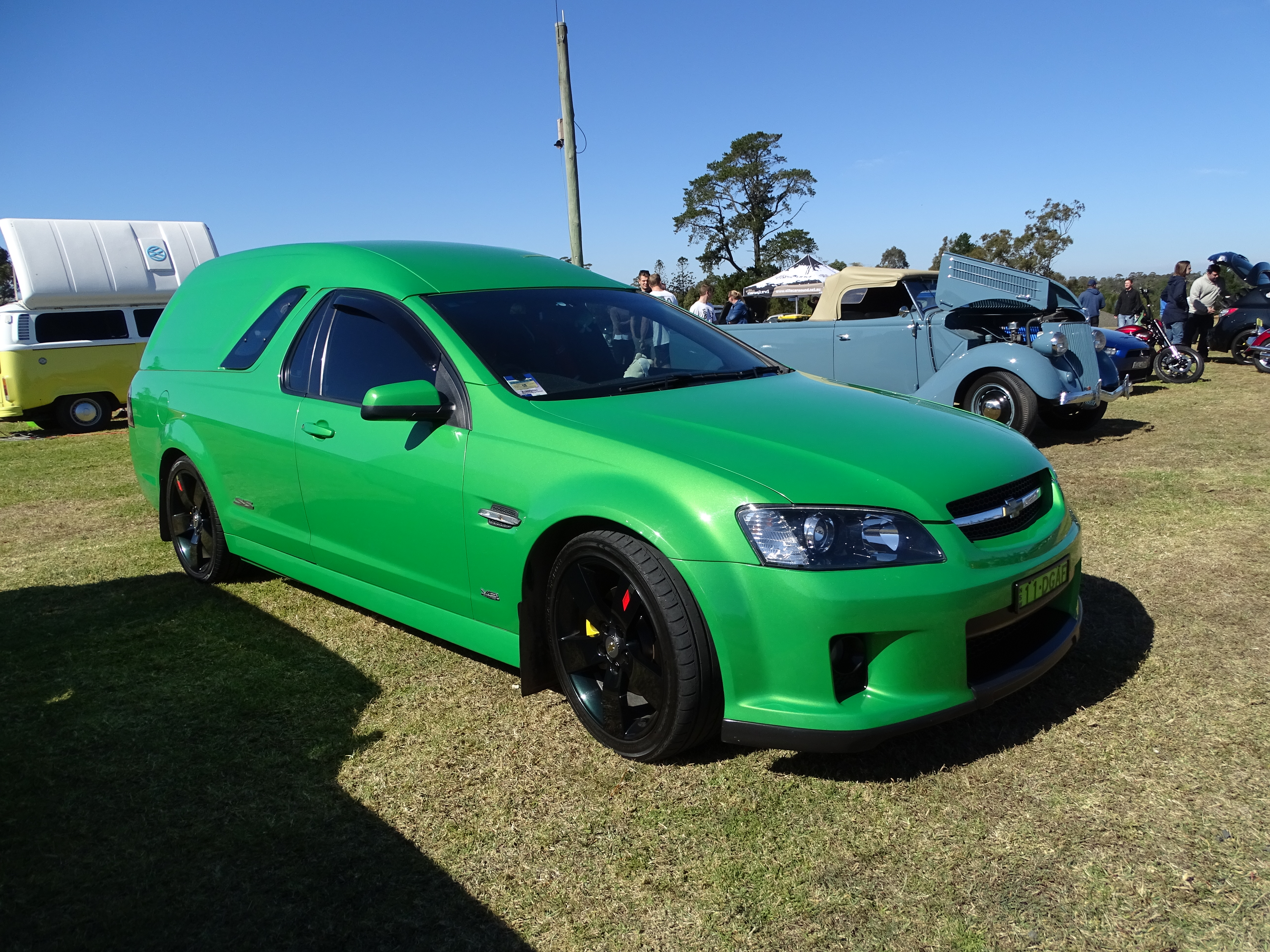
południowoafrykański Chevrolet Lumina II Ute

Chevrolet Lumina II został zaprezentowany po raz pierwszy w 2007 roku.
Druga generacja Luminy, podobnie do poprzednika, przyjęła postać eksportowej odmiany kolejnego wcielenia modelu Holden Commodore. Samochód zyskał bardziej zaokrąglone i znacznie większe nadwozie, które dzięki dłuższemu rozstawowi osi charakteryzowało się przestronniejszą kabiną pasażerską. Pas przedni zachował minimalne, charakterystyczne cechy wizualne w postaci chromowanej poprzeczki biegnącej przez atrapę chłodnicy.

### Lumina Ute
Podobnie jak poprzednik, z myślą o rynku południowoafrykańskim Chevrolet importował tam także 2-drzwiowego pickupa Holden Ute typu coupe utility jako drugą wersję nadwoziową Luminy.

### Koniec produkcji
General Motors zdecydowało się zakończyć eksport Luminy z zakładów Holdena w 2011 roku, wycofując tej wielkości model z RPA bez następcy, z kolei na Bliskim Wschodzie zastępując go modelem Malibu.

### Silnik
- V6 3.6l AlloyTec